# Azara lanceolata
Azara lanceolata es una especie de planta fanerógama perteneciente a la familia  Salicaceae. Es un árbol siempreverde, de 3 a 5 m de altura, posee ramaje flexible, delgado, largo. Es endémica a ambos lados de la cordillera de los Andes del sur argentino y chileno.

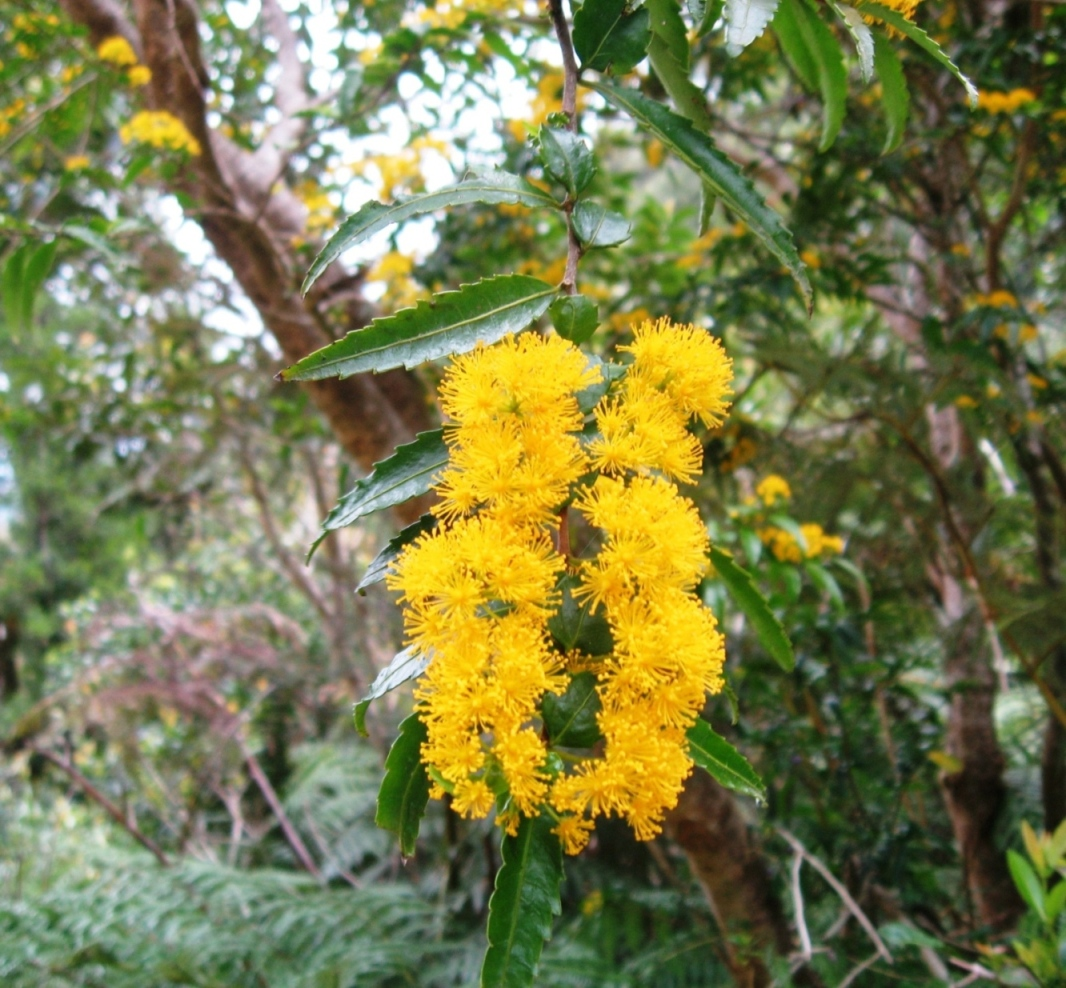
Flores

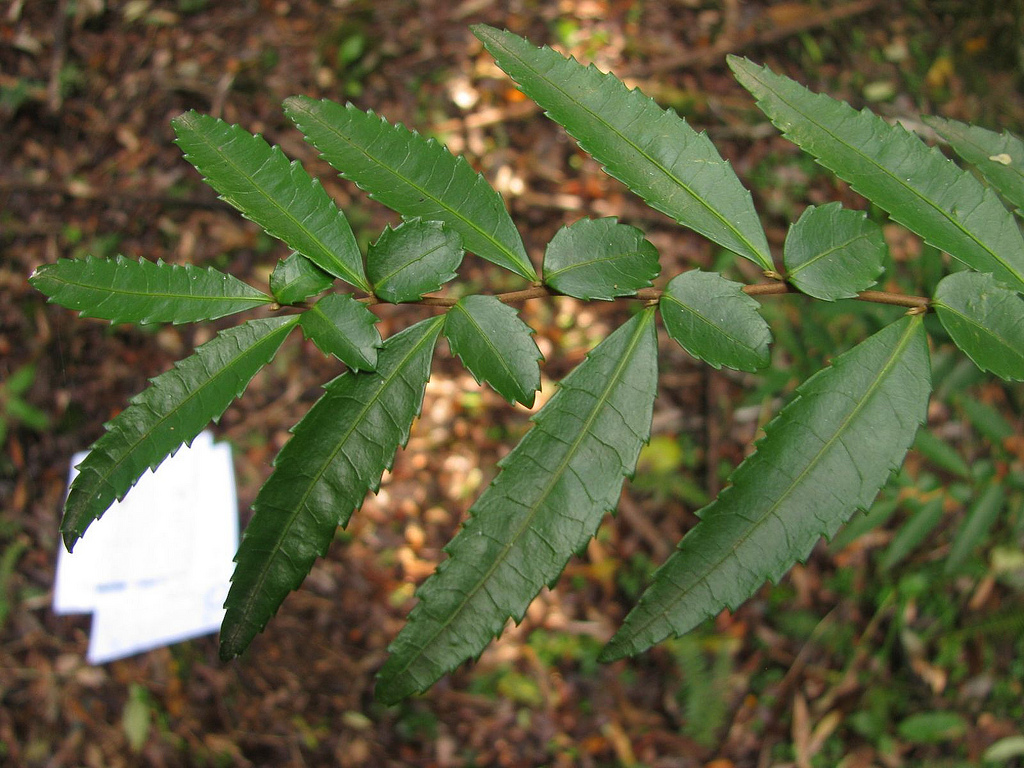
Hojas

## Descripción
Presenta hojas alternas, aserradas, lanceoladas a elípticas, con estípulas muy foliosas; lámina verdosa brillante de 3-7 × 1-2 cm, nervadura media fuerte. Flores amarillas, hermafroditas, en inflorescencias corimbosas. Las flores con 4 a 5 tépalos pilosos, numerosos estambres, estilo con estigma tetralóbular. El fruto es una baya blanquecino-rosácea, esférico, de 6 mm de diámetro, con muchas semillas de 2 mm de largo.

## Taxonomía
Azara lanceolata fue descrita por Joseph Dalton Hooker y publicado en Flora Antarctica 243, en el año 1845.
Etimología
Azara fue nombrada en honor al científico español José Nicolás de Azara.
Sinonimia
- Azara brumalis Gand.
- Azara chiloensis Hook.f.
- Azara lanceolata Hook.f. var. chiloensis (Hook.f.) Reiche
- Azara serrata var. chiloensis (Hook.f.) Reiche[2][3]

Nombres comunes
- Castellano: "perhue", "pergüe", "pidhue", "aromo", "corcolén", "lilen".